# Eric Futch
Eric Futch (ur. 25 kwietnia 1993) – amerykański lekkoatleta specjalizujący się w biegu na 400 metrów przez płotki. 
W 2012 został mistrzem świata juniorów. 
Złoty medalista mistrzostw NCAA.
Rekord życiowy: 48,18 (25 czerwca 2017, Sacramento). 

## Osiągnięcia
| Rok  | Impreza                     | Miejsce   | Konkurencja             | Pozycja    | Wynik |
| ---- | --------------------------- | --------- | ----------------------- | ---------- | ----- |
| 2012 | Mistrzostwa świata juniorów | Barcelona | bieg 400 m przez płotki | 1. miejsce | 50,24 |